# Kai Kecil
Kai Kecil – wyspa w Indonezji na Morzu Banda; należy do wysp Kai w archipelagu Moluków; powierzchnia 399,1 km². Miasto Tual.